# زیردریایی کلاس اویاشیو
سابمارین کلاس اویاشیو (به انگلیسی: Oyashio-class submarine) یک کلاس از زیردریایی است که طول آن ۸۱٫۷ متر (۲۶۸ فوت ۱ اینچ) می‌باشد.